# Scheuerfeld (Coburg)

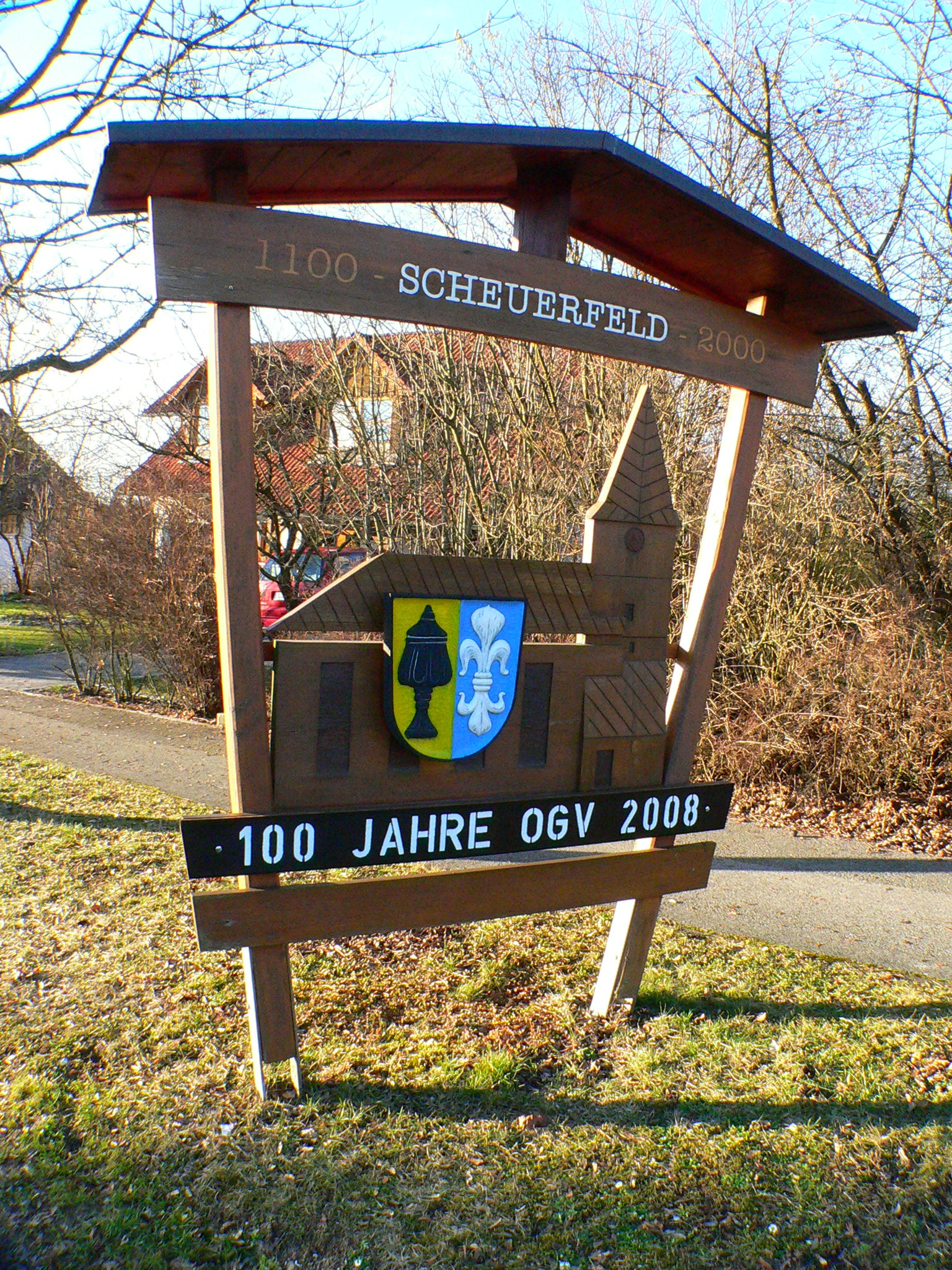
Inoffizielles Ortsschild

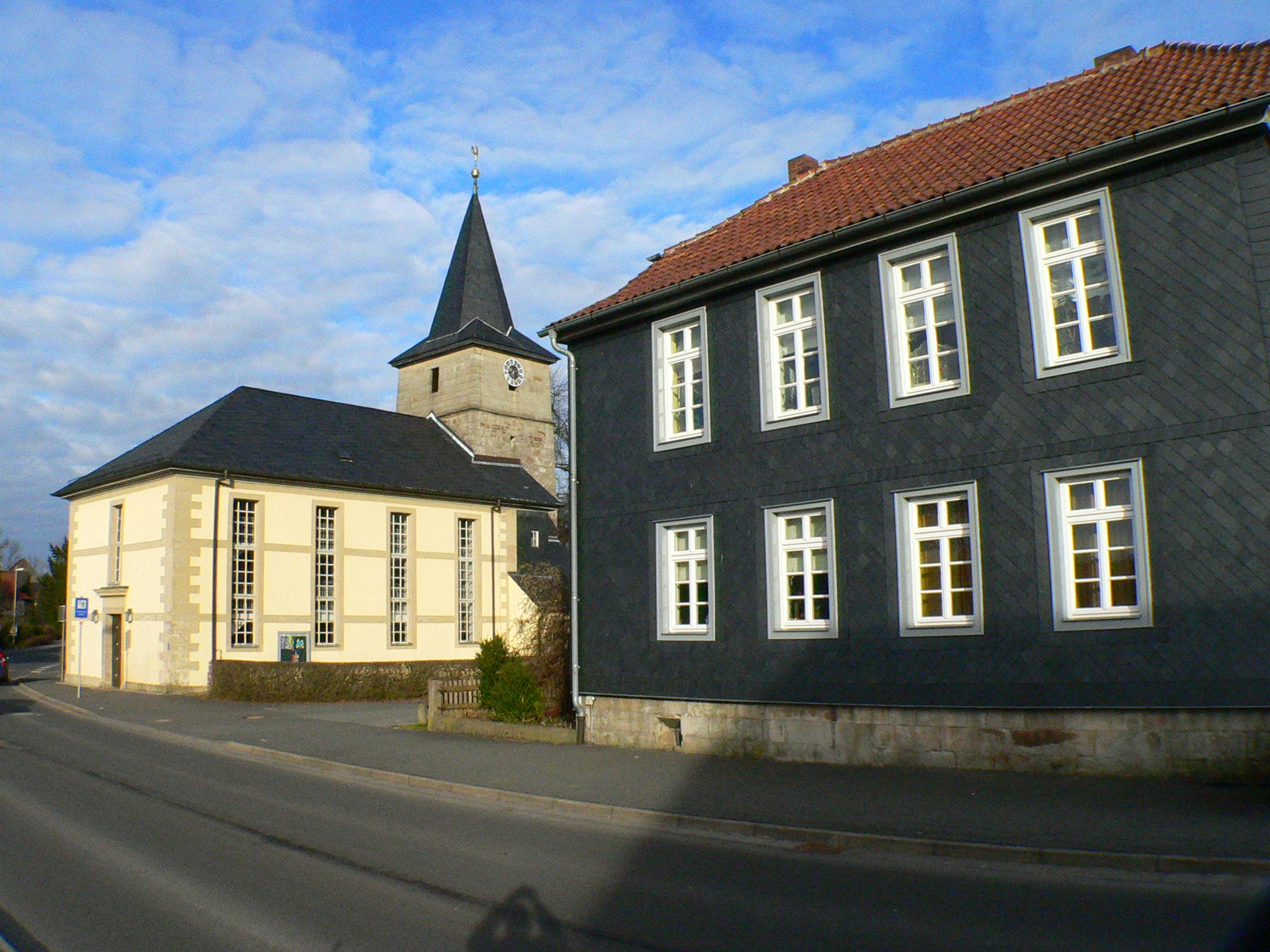
Evangelische Kirche und alte Schule

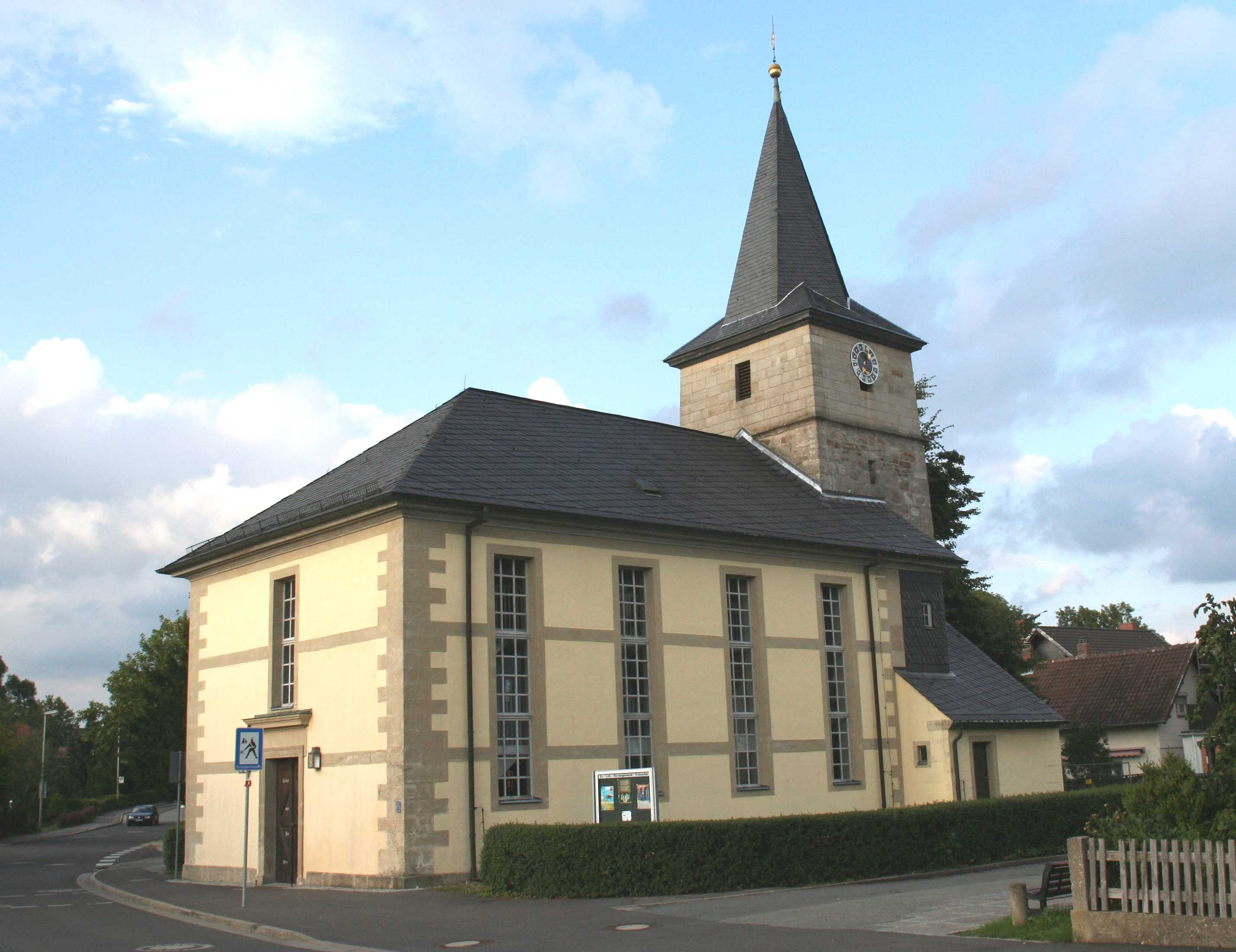
Evangelische Pfarrkirche

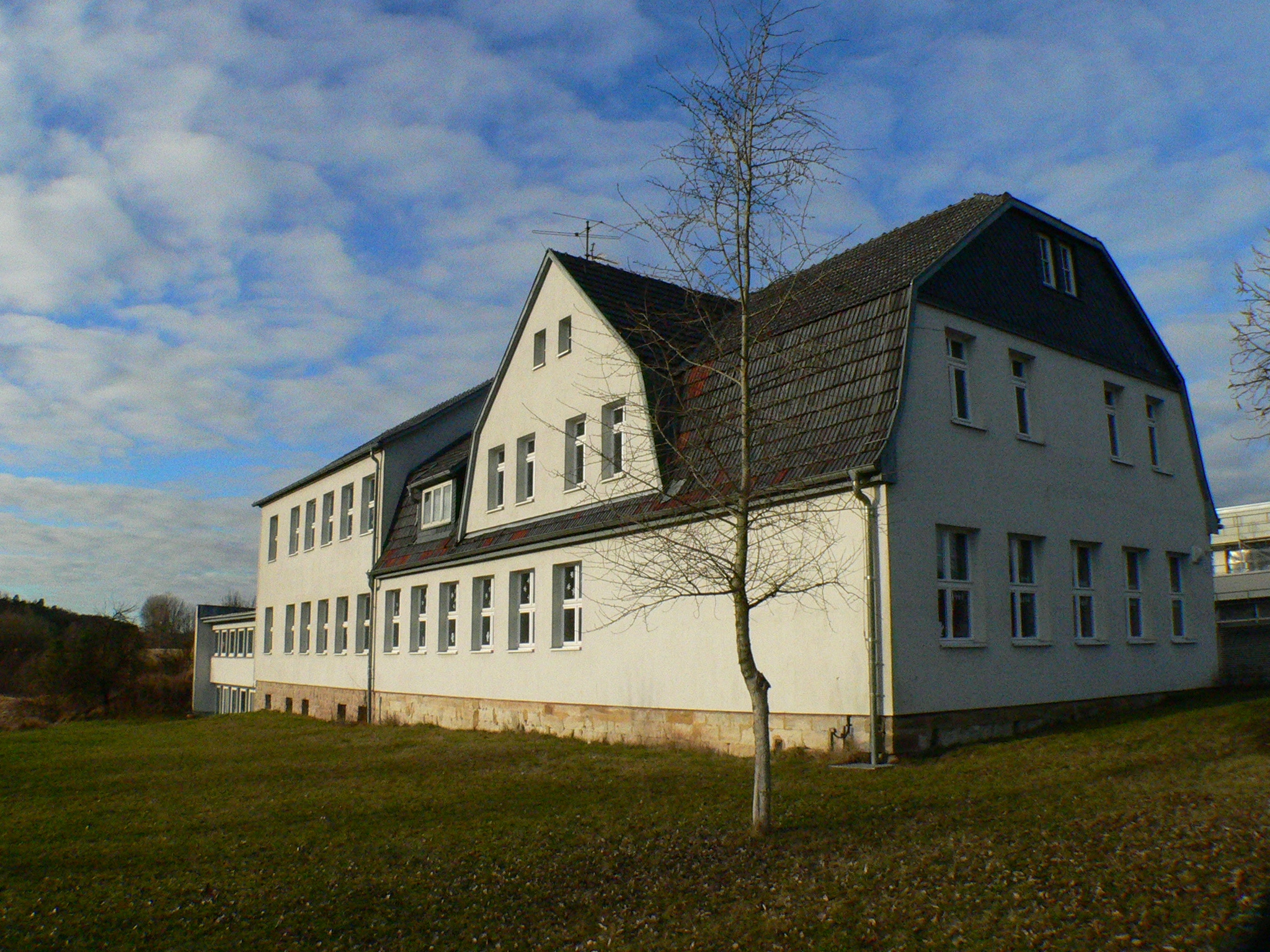
Neue Schule

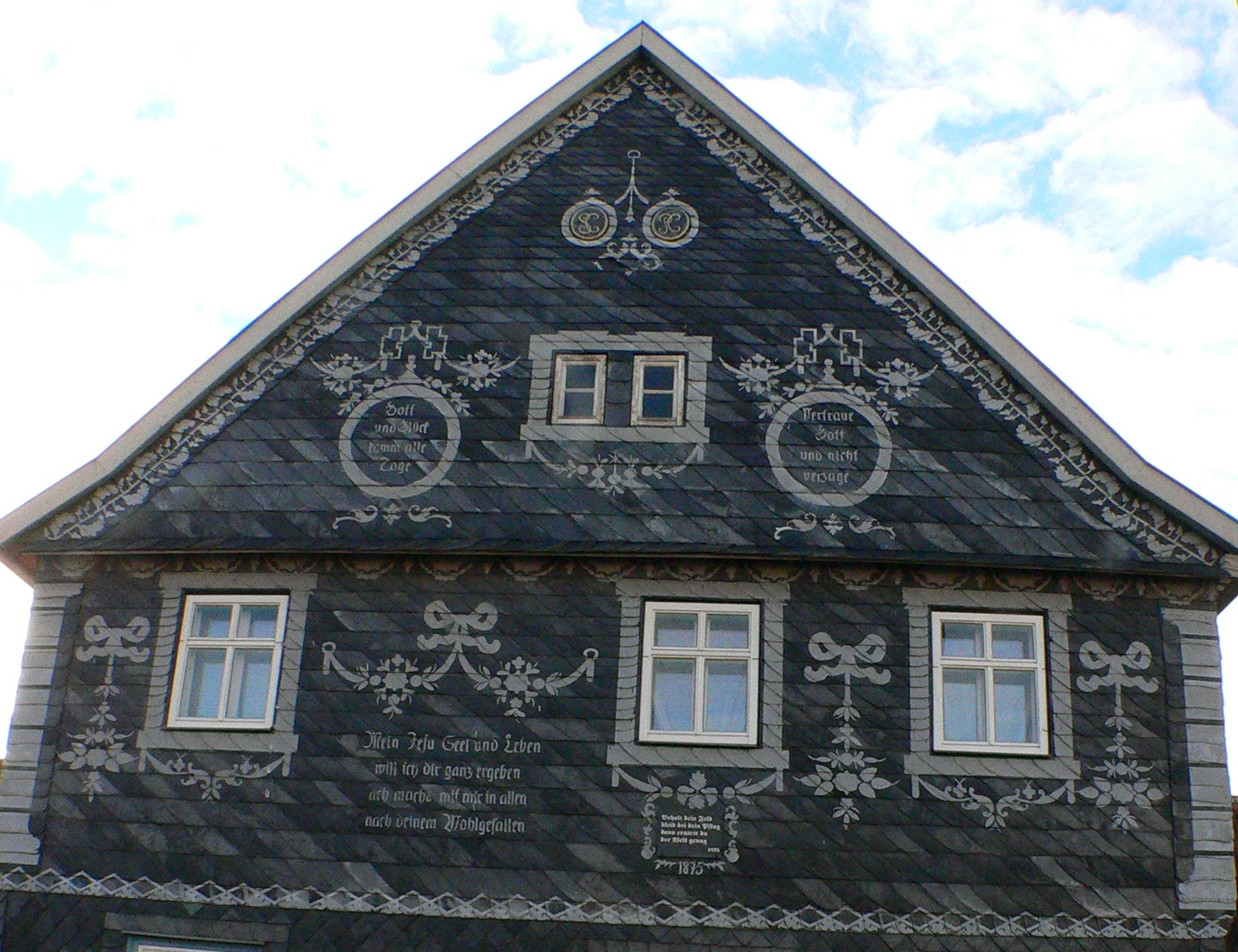
Schmuckgiebel

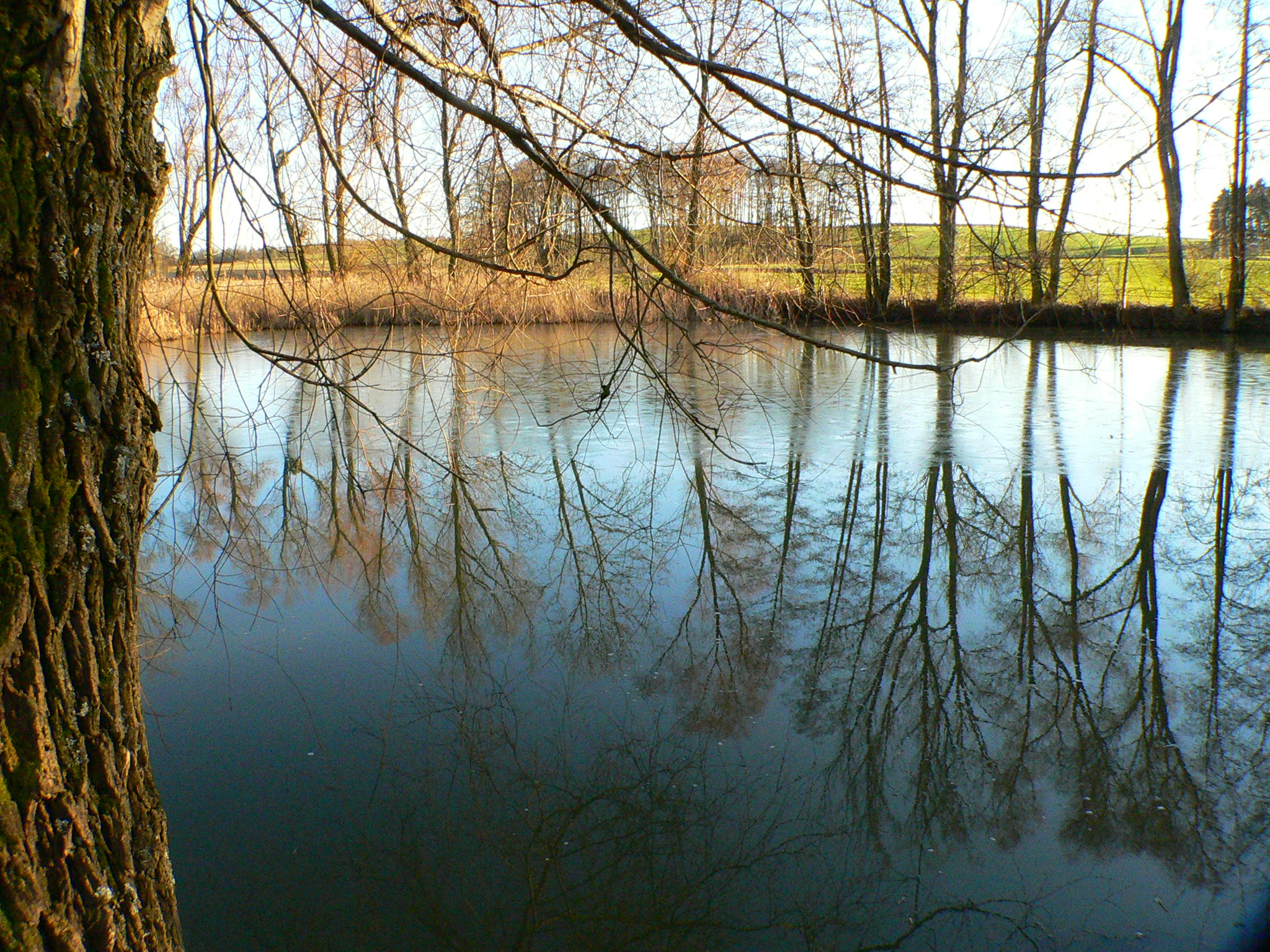
Nägleinsteich

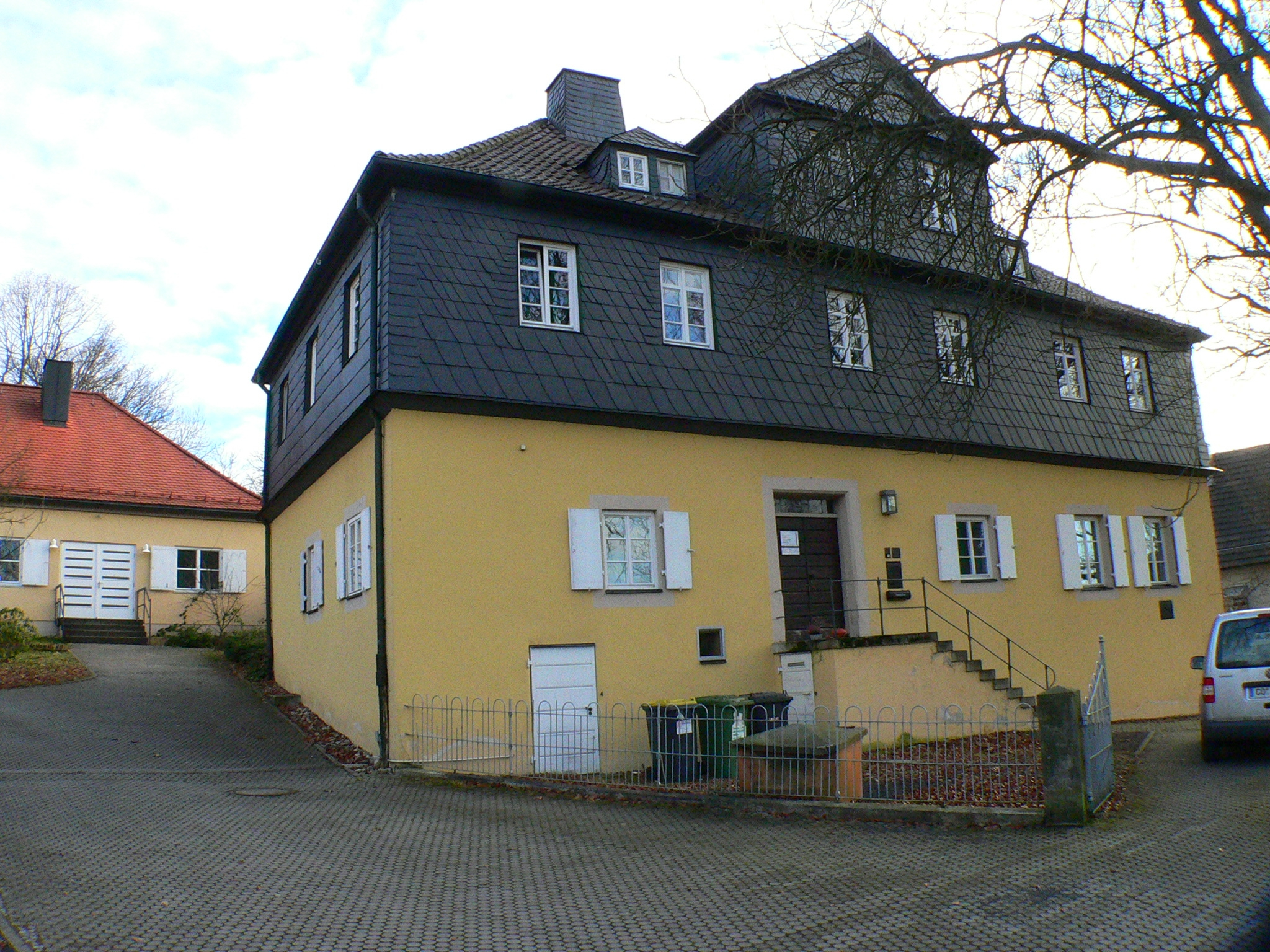
Pfarrhaus (ehemaliges Schloss Scheuerfeld)

Scheuerfeld ist ein westlicher Stadtteil der oberfränkischen Stadt Coburg mit etwa 2500 Einwohnern und einer Fläche von 4,83 Quadratkilometern. Daraus ergibt sich eine Einwohnerdichte von 502 pro Quadratkilometer. Scheuerfeld grenzt an die Coburger Kernstadt sowie an den Coburger Stadtteil Wüstenahorn und die Gemeinden Weitramsdorf und Ahorn.

## Geographie und Geologie
Vorherrschendes Gestein auf dem Gebiet Scheuerfelds ist der Arkosedolomit, von Arkosesandstein begleiteter Dolomit. Diese Gesteinsart zieht sich nordwestlich bis nach Schlettach und Mährenhausen, in südöstlicher Richtung bis nach Stöppach. Der Boden ist steinig und wenig tiefgründig und deshalb für die landwirtschaftliche Nutzung nicht sehr attraktiv. Die höchste Erhebung in Scheuerfeld ist der Kanzelberg mit 391,5 Metern.
Schematische Darstellung der angrenzenden Orte:
| Weidach      | Beiersdorf   | Kernstadt Coburg  |
| Weitramsdorf |              | Kernstadt Coburg  |
| Hergramsdorf | Schorkendorf | Wüstenahorn Ahorn |

## Geschichte

### Vor 1588
Auf dem knapp fünf Quadratkilometer großen Gebiet von Scheuerfeld befinden sich an mehreren Stellen Hügelhöfe und Turmhügel, die auf eine mindestens bis zum Frühmittelalter zurückreichende Besiedelung schließen lassen. Gesicherte Funde über eine eventuelle Besiedelung zur Zeit der Kelten oder noch früher existieren bislang nicht.
Die erste urkundliche Erwähnung Scheuerfelds wird auf das Jahr 1100 datiert. Im Kopialbuch der Propstei Coburg des Benediktinerklosters Saalfeld befindet sich eine Abschrift des Textes einer Urkunde aus dem Jahr 1100. Mit dieser übereigneten ein Sibot und seine Gemahlin Hildegunt mehrere Güter von Scheuerfeld und Umgebung dem Kloster St. Peter zu Saalfeld, unter anderem eine Kapelle und sieben Zinsgüter in „Schirunuelt“ (Scheuerfeld). Die Schenkung umfasste nicht das gesamte Dorf Scheuerfeld; vier oder fünf weitere Zinsgüter gehörten den Herren von Burghausen, Vasallen des Grafen Konrad von Wildberg. Es gilt als unsicher, ob im Rahmen von Sibots Schenkung wirklich eine Kapelle geschenkt wurde oder das Wort capellam ein Übertragungsfehler aus curiam war. Bestätigungen über Besitzrechte des Klosters Saalfeld in Scheuerfeld befinden sich in einer von Erzbischof Adalbert zu Mainz ausgestellten Urkunde vom 21. Februar 1125 sowie in einer Urkunde des Papstes Honorius II. vom 24. Februar 1126. Die beiden Urkunden nennen jedoch keine Einzelheiten über die geschenkten Güter in Scheuerfeld.
Die nächsten historischen Belege zur Geschichte Scheuerfelds sind erst wieder vom Ende des 13. Jahrhunderts vorhanden, als mehrere Urkunden die Übergabe von mindestens zehn von zwölf Scheuerfelder Zinsgütern an das Kloster Langheim (ein Kloster der Zisterzienser) belegen, die teils noch im Besitz der Herren von Burghausen und des Klosters Saalfeld waren. Es gilt als sicher, dass elf Scheuerfelder Güter bis zum Ende des 16. Jahrhunderts beim Kloster Langheim blieben und lange Zeit von Tambach aus verwaltet wurden, wo das Kloster Langheim ein weiteres Klosteramt hatte.

### Ab 1588: Ära Zech
1588 ließ sich Nicolaus Zech, der Hausvogt des Herzogs Johann Casimir, mit mehreren Höfen in Scheuerfeld aus dem Grundbesitz des Klosters Langheim durch Abt Conrad II. Holzmann von Langheim belehnen. Damit begann eine Zeit des wirtschaftlichen Aufblühens von Scheuerfeld, denn Zech verwaltete seinen erworbenen Besitz zielstrebig unter ökonomischen Gesichtspunkten. Er verbesserte die Ertragsfähigkeit der landwirtschaftlichen Güter und machte sie zu Mustergütern von hohem Ertrag, was ihm und seinen Bauern zum Vorteil gereichte. Er selbst äußerte sich wie folgt dazu: „Durch meinen und meiner Bauern Fleiß haben wir es in Scheuerfeld dahingebracht, daß die Felder jetzt 300 Schock Getreide tragen, die vordem nur 50 Schock trugen.“
1597 erwarb er die Lehnsrechte über Scheuerfeld und Oberhergramsdorf vom Kloster Langheim, vertreten durch den Abt Johann VI. Bückling. Damit stieg Zech zum Lehnsherrn in Scheuerfeld auf, an den die Bauern ihre Erbzinsen und Abgaben zu entrichten hatten. Zwischenzeitlich wurde er vom Herzog wegen seiner Verdienste als Rentmeister zum Kammerrat ernannt und erhielt 1598 durch einen Begnadigungs- und Befreiungsbrief weitgehende Rechte über Scheuerfeld und Eichhof, darunter die Vogteiliche Obrigkeit, die Erbgerichtsbarkeit, das Schank-, Brau- und Mahlrecht sowie das Patronatsrecht, aber auch die Militärfreiheit und die Befreiung von Einquartierungs- und sonstigen Lasten.
Damit war Zech zu einem Dorfherrn in Scheuerfeld aufgestiegen; seine Rechte gingen sogar über das übliche Maß eines adligen Rittergutbesitzers hinaus. Zech nutzte seine erlangten Möglichkeiten für eine rege Bauphase in Scheuerfeld. Er baute ein Brauhaus, eine Ziegelhütte, eine Mühle im Grund sowie ein Wohnhaus für sich selbst. Nach der Fertigstellung zog er von Coburg, wo er vorher bereits ein Wohnhaus am Marktplatz besaß, in sein neues Haus in Scheuerfeld. Sein Patronatsrecht nutzte er, um die Pfarrei Scheuerfeld 1601 mit einem Pfarrer zu besetzen, eine Schule einzurichten und einen Lehrer zu bestellen. 1601 legte Zech sein Amt als Kammerrat nieder und war nur noch Dorfherr in Scheuerfeld und Eichhof. Am 1. August stellte er einen Pfarrer und einen Lehrer ein. Eines seiner Gebäude stellte er als Schule zur Verfügung.
Dem schnellen Aufstieg Zechs wurde ein jähes Ende gesetzt. Als Opfer einer höfischen Intrige wurde er 1603 wegen Fürstenbeleidigung verhaftet und auf die Veste Coburg gebracht. Auf Betreiben Johann Casimirs, der das Gerichtsurteil (eine Geldstrafe) zu mild fand, wurde Zech in einem zweiten Verfahren zu lebenslanger Haft verurteilt. Unter unmenschlichen Haftbedingungen starb Zech nach wenigen Jahren 1607 im Gefängnis auf der Veste.

### Ab 1612: Ära Merklin
Zechs Tochter Helena heiratete 1612 den 1590 geborenen Johann Christian Merklin, Sohn des 1587 aus dem Amt entlassenen ehemaligen Bürgermeisters von Würzburg, Philipp Merklin. Die Familie Merklin übernahm damit die Dorfherrschaft in Scheuerfeld. Johann Christian Merklin erhielt 1615 den Titel Doctor juris. Seine Frau Helena starb bereits 1617. 1622 wurde Johann Christian Merklin durch Ankauf des Erbteils von Helenas Bruder Markus Zech alleiniger Besitzer und Dorfherr von Scheuerfeld. 1630 erhielt er den Adelsbrief von Kaiser Ferdinand II.; von da an nannte sich die Familie „von Merklin von Scheuerfeld“.
1631 starb Dorothea Teppertin aus Scheuerfeld im Gefängnis und wurde als Hexe verbrannt.
Im Dreißigjährigen Krieg (1618–1648) wurde Scheuerfeld mehrmals von durchziehenden Kriegsscharen geplündert und niedergebrannt. 1631 gab das Herzogtum seine Neutralität auf. 1632 belegte Oberst Taupadel mit 450 Schweden das Dorf. 1641 verwüstete ein Schwedenkorps Scheuerfeld, wobei es fast ganz abbrannte. Am Ende des Dreißigjährigen Krieges waren die zu Scheuerfeld gehörenden Orte Tiefenstein und Distelhof ausgelöscht; von ehemals 25 bäuerlichen Betrieben in Scheuerfeld waren bereits 1636 nur noch drei verblieben.
1642 starb Johann Christian Merklin. Nach seinem Tod gab es Gerüchte, dass er seinen eigenen Bruder ermordet habe, als dieser ihn auf Schloss Eichhof besuchte. Die Dorfherrschaft über Scheuerfeld ging nach dem Tod des Johann Christian Merklin auf seinen gleichnamigen Sohn Johann Christian Merklin über. In seine Zeit fiel die Wiedereindeckung des Kirchturms der Scheuerfelder Kirche 1651. Als er 1664 starb, hinterließ er drei minderjährige Söhne Georg Christoph (* 1652), Heinrich Christian (* 1654) und Johann Christian (* 1660).
Aus der folgenden Zeit ist nicht sicher bekannt, wer Scheuerfeld führte. 1668 wurde die Pfarrstelle wieder neu besetzt. Nachdem 1676 der jüngste der drei Merklin-Brüder verstorben war, teilten die beiden überlebenden Brüder das Erbe. Georg Christoph von Merklin erhielt Scheuerfeld, sein Bruder Heinrich Christian von Merklin Eichhof. Damit wurde Eichhof zum Adelssitz mit selbständiger Verwaltung, eigener Gerichtsbarkeit und weiteren Rechten aufgewertet. Von da an gab es zwei Zweige der Familie, die von Merklin von Scheuerfeld auf Scheuerfeld und die von Merklin von Scheuerfeld auf Eichhof.
Georg Christoph von Merklin, der dritte Dorfherr in Scheuerfeld aus der Familie von Merklin, erließ 1685 eine 63 Artikel umfassende Dorfordnung. Nachdem im Dreißigjährigen Krieg das Wohnhaus der Merklins zerstört worden war, wohnte die Familie lange Zeit in einem ihrer Bauernhäuser (heute befindet sich dort das Gasthaus Meier). Von 1712 bis 1714 errichtete Georg Christoph von Merklin auf den Grundmauern des ehemaligen Wohnhauses der Merklins ein neues Schloss, genannt „Castrum am Alten Bau“; es wird heute als Pfarrhaus genutzt. Er ließ auch weitere Gebäude wie das Wirtshaus auf der Flur von Dörfles und die Krebsmühle errichten. Allerdings ging sein Rittergut Scheuerfeld 1727 in Konkurs. Sein Schwiegersohn Johann von Uttenhofen erhielt den Besitz für 9300 Gulden. Bereits 1736 ging von Uttenhofen ebenfalls in Konkurs. Nun wurde das Rittergut der herzoglichen Kammer zugeschlagen. 1751 wurde es wieder verkauft und gelangte in den Besitz des Hauptmanns Carl Justin Christian von Merklin, eines Enkels des Heinrich Christian von Merklin. Dieser verkaufte es 1753 an den herzoglich sächsisch-weimarischen Hofrath Johann Ludwig Eckardt.
Während des Siebenjährigen Kriegs (1756–1763) stand 1757 ein Freikorps der Preußen vor der Stadt Coburg. Die Preußen wie auch nachrückende Würzburger Truppen, eigentlich Verbündete, plünderten Scheuerfeld. Gemeinde wie Dorfherrschaft gerieten in schwere Not. Bernhard von Merklin verkaufte das Gut Eichhof 1765 wegen Verschuldung an Philipp Preisegott Otto von Hüttensteinach. Damit endete in Scheuerfeld die Ära der von Merklins.

### Ab 1766
Der herzoglich sächsisch-weimarische Hofrath Johann Ludwig Eckardt, der ab 1753 das Scheuerfelder Rittergut besaß, gab es später an den Kammerkonsulenten Albrecht Christian Brenner, von dem es an den Commerzienrat Johann Christian Blank überging, der im Jahre 1796 als Besitzer registriert war.
1782 wurde ein zweites Schulhaus in Scheuerfeld errichtet und eingeweiht.
Zur Zeit der Koalitionskriege war das IV. Armeekorps des Marschalls Augerau auf dem Weg zur Schlacht bei Jena und Auerstedt 1806 im Coburger Land einquartiert und plünderte Scheuerfeld. 1812 waren königlich württembergische Truppen, Verbündete Napoleons, in Scheuerfeld einquartiert. Zusammen mit anderen Coburger Landsleuten kämpften 1812 auch Scheuerfelder für Napoleon I. in Tirol, Spanien und Russland; aus Russland kamen von 337 Coburgern nur 13 zurück.
Der Dorfherr Johann Christian Blank, der mit Christiane Eleonore Kloezer verheiratet war, verstarb 1817. In der Folgezeit herrschten unklare Eigentumsverhältnisse des Ritterguts Scheuerfeld, bis es 1836 aufgeteilt wurde.
1834 erfolgten Abriss und Neubau der Kirche. Vertreter der Gemeinde Scheuerfeld erstellten 1851 neue Statuten für die Gemeinde von Scheuerfeld, die die alte Dorfordnung von 1685 ablösten.
1860 wurde auf der Grundlage eines Gesetzes zur Landvermessung vom 29. August 1855 die Scheuerfelder Flur vermessen und ein neues Flurbuch erstellt. 1862 wurde die alte Schule durch ein neues zweistöckiges Schulgebäude ersetzt und 1874 eine zweite Schule am Hirtenrangen neu gebaut. 1877 bis 1879 ließ Herzog Ernst II. die Ernstfarm, eine Musterfarm nach Vorbild englischer Hofgüter, errichten, bei der viele Scheuerfelder Arbeit fanden.
1891 legte die Pfarrgemeinde einen neuen Friedhof auf der Maas außerhalb des Dorfes an. 1900 begann der Bau der Chaussee zur Ernstfarm.

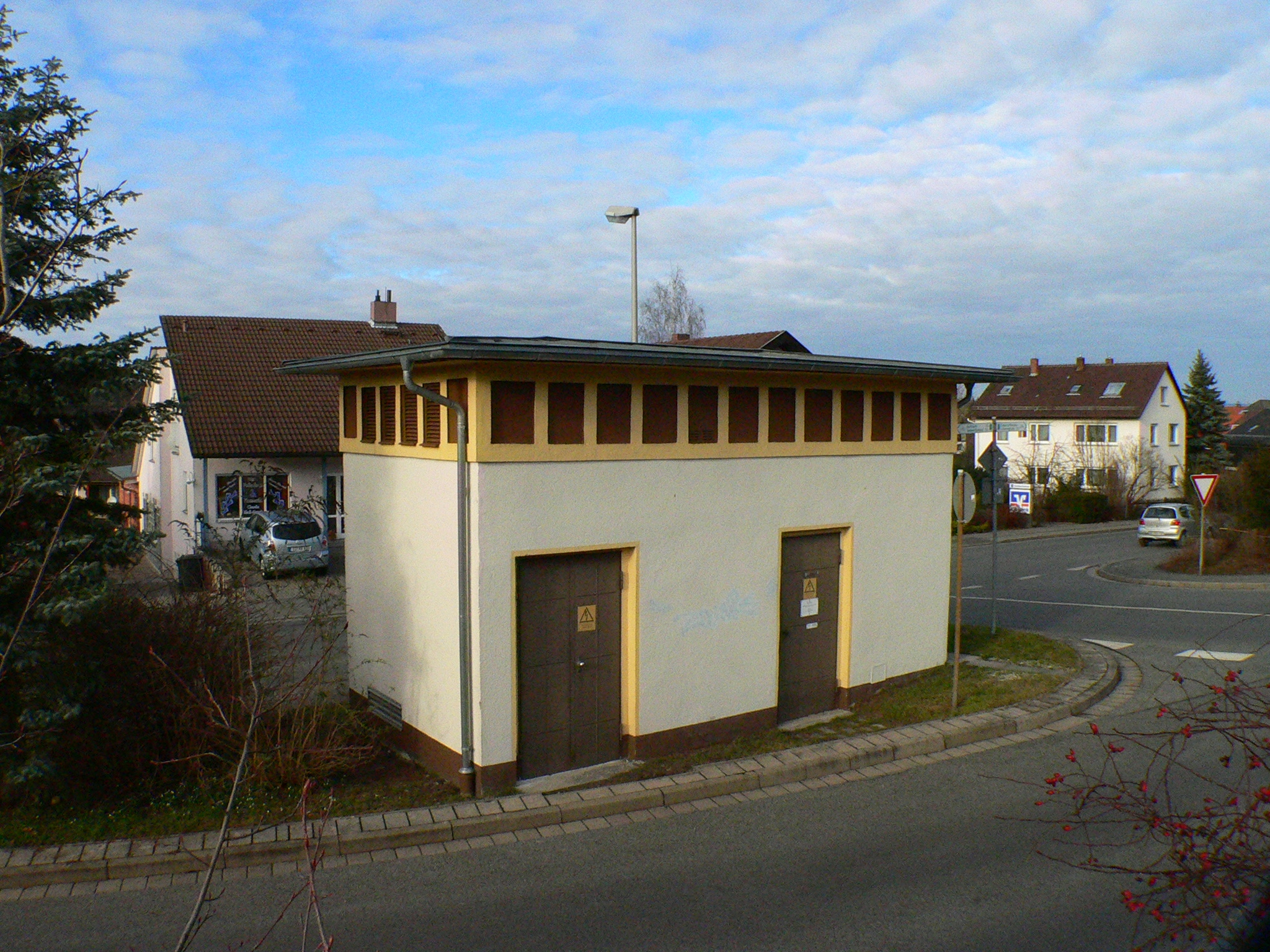
Trafostation von 1913

Zwischen 1911 und 1913 hielt die Elektrizität in Scheuerfeld Einzug. Aus dem Ersten Weltkrieg kehrten 37 Männer aus Scheuerfeld nicht mehr zurück.
Am 1. Juli 1920 erfolgte der Anschluss des Freistaats Coburg an Bayern.
Der sozialdemokratische Bürgermeister Emil Bätz wurde im März 1933 abgesetzt. Am 26. August 1935 setzte die NSDAP Friedrich Lutter als Bürgermeister ab und Julius Stephan ein. Aus dem Zweiten Weltkrieg kehrten 70 Scheuerfelder Männer nicht mehr zurück (47 Gefallene und 23 Vermisste). Am Ende des Zweiten Weltkrieges nahm eine amerikanische Panzerkolonne Scheuerfeld am 11. April 1945 kampflos ein.
1951 wurde der Kindergarten im Pfarrhaus eröffnet; in der Schule wurde in vier Klassen unterrichtet. 1952 bekam Scheuerfeld wieder eine eigene Poststelle. 1965 wurde der Kindergartenneubau im Wurzgarten eingeweiht, 1968 die Scheuerfelder Kläranlage errichtet.

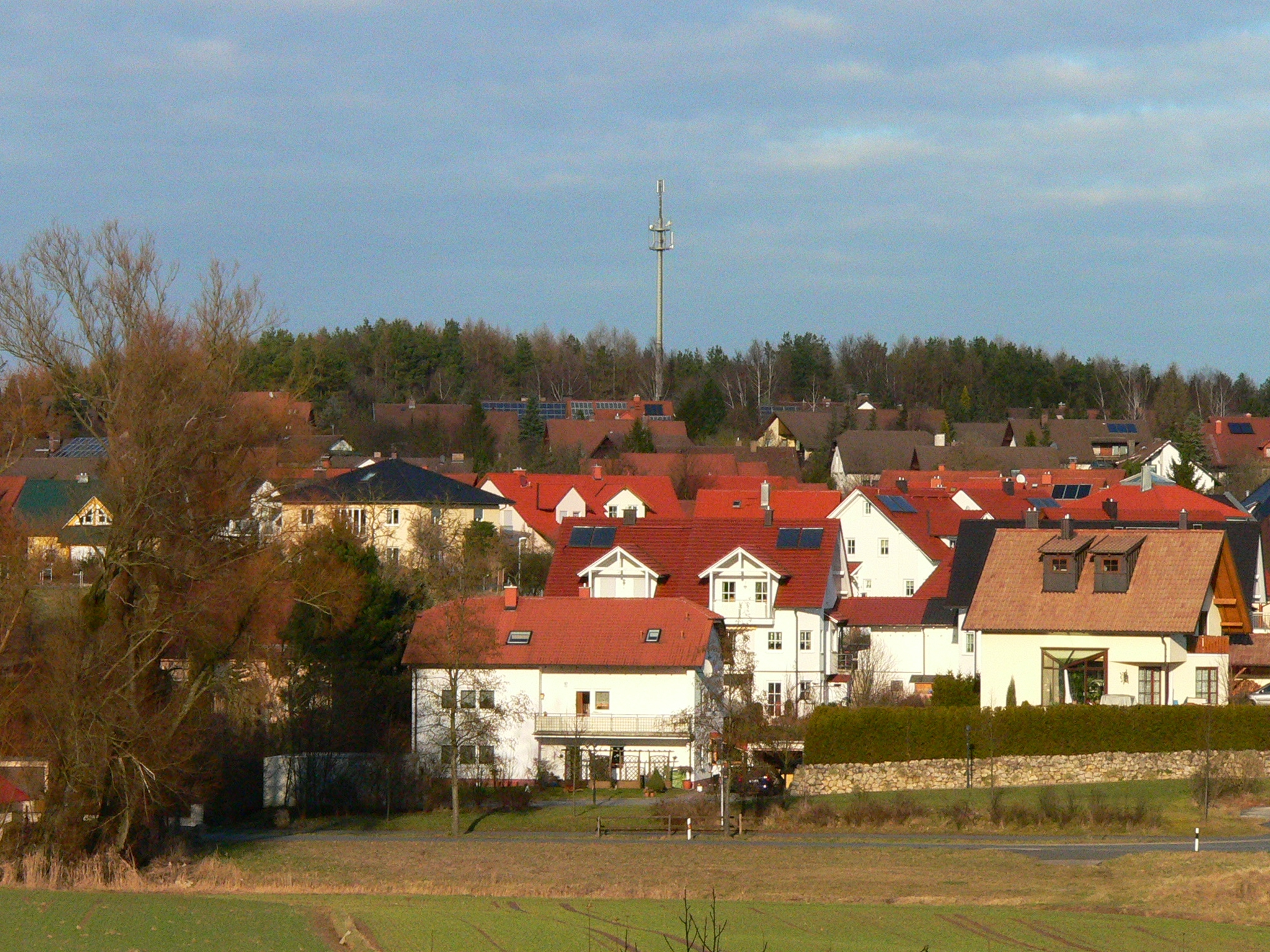
Neubaugebiet Ölsch

Am 1. Juli 1972 wurde im Zuge der Gemeindegebietsreform Scheuerfeld in die Stadt Coburg eingemeindet. Zu diesem Zeitpunkt zählte Scheuerfeld 1694 Einwohner. Durch die Eingemeindung mussten einige doppelt belegte Straßennamen im Coburger Stadtgebiet umbenannt werden:
| Alter Name                      | Neuer Name         |
| ------------------------------- | ------------------ |
| Brunnengasse                    | Dörflesweg         |
| Hohe Straße                     | Kanzelweg          |
| Neuer Weg                       | Am Pfarranger      |
| Obere Coburger Straße           | Dr.-Otto-Straße    |
| Unterer und Oberer Friedhofsweg | Lange Maas         |
| Thüringer Straße                | Altenhofer Weg     |
| Untere Coburger Straße          | Von-Merklin-Straße |
Ab 1980 setzte die Entwicklung mehrerer Baugebiete ein, die ein deutliches Bevölkerungswachstum mit sich brachte: 1981 erfolgte die Erschließung und Bebauung des Steinmitzig; bis 1983 folgten die Sandäcker und der Altenhofer Weg, 1986 die Deyßingstraße. Ab 1997 wurde mit dem Ölsch ein neues Baugebiet erschlossen, auf dem ab 1999 die ersten Eigenheimbesitzer einzogen.
1995 ging die erste Verkehrsampel in Scheuerfeld in Betrieb. Im Jahr 2000 feierte Scheuerfeld sein 900-jähriges Bestehen.

## Ortswappen
Nach dem Beschluss des Gemeinderats vom 24. Oktober 1967, ein Wappen für die Gemeinde zu erstellen, wurde der Auftrag an den Heraldiker Karl Haas aus Kronach vergeben.
Blasonierung: „Gespalten von Gold (Gelb) und Blau; vorne ein schwarzer Kelch mit Deckel, hinten eine silberne (weiße) Lilie.“
Das Wappen wurde am 13. März 1968 vom bayerischen Innenministerium genehmigt. Der Kelch wurde dem Wappen des Nicolaus Zech entnommen, die Lilie dem Wappen der Herren von Merklin. Beide waren frühere Patronatsherren in Scheuerfeld. Die Farben Schwarz und Gold stehen für die frühere wettinische Landesherrschaft.

## Ortsname
Der Name Scheuerfeld setzt sich aus den Wörtern Scheuer (Scheune) und Feld (Flur) zusammen; er wird als Feld oder angebaute Fläche mit Scheunen gedeutet. Im Wesentlichen veränderte sich der Name wie folgt im Laufe der Zeit: „Schurinuelt“ (1100), „Scurinfeld“ (1126), „Schurevelt“ (1328), „Schurfelt“ (1340), „Schewerfelt“ und „Schewerfeldt“ (um 1500), „Scheuerfeldt“ (um 1600), „Scheuerfeld“ (ab der ersten Hälfte des 17. Jahrhunderts).

## Öffentliche Einrichtungen
In Scheuerfeld gibt es zwei Kirchen, einen Kindergarten und eine Grundschule.

## Gemeinde- und Einwohnerentwicklung
1868 verfügte das herzoglich sächsische Staatsministerium, dass sich die Gemeinden Dörfles bei Scheuerfeld und Eichhof wegen zu geringer Größe mit Nachbargemeinden zu vereinigen hatten. Die Gemeinde Eichhof mit ihren Gemeindeteilen Knochenmühle und Lämmermühle wurde 1868 mit Scheuerfeld vereinigt, zunächst unter Ausschluss von Schloss Eichhof mit den herzöglichen Domänengütern. Der Eichhofer Schlossbezirk folgte erst 1926 durch Verfügung des bayerischen Staatsministeriums.
Am 19. November 1869 wurde die Auflösung der Gemeinde Dörfles und die Vereinigung des Gemeindegebietes mit Scheuerfeld amtlich angeordnet.
Die Einwohnerzahl von Scheuerfeld entwickelte sich ab dem 19. Jahrhundert fast stetig nach oben; zur besseren Vergleichbarkeit sind in den folgenden amtlichen Zählungen auch vor 1868 Dörfles und Eichhof mit enthalten:
| Jahr | Einwohner |
| ---- | --------- |
| 1812 | 228       |
| 1816 | 372       |
| 1834 | 352       |
| 1843 | 438       |
| 1852 | 449       |
| 1861 | 514       |
| 1864 | 540       |
| 1867 | 567       |
| 1871 | 631       |
| 1875 | 634       |
| 1880 | 662       |
| 1885 | 679       |

| Jahr | Einwohner |
| ---- | --------- |
| 1890 | 722       |
| 1895 | 706       |
| 1900 | 760       |
| 1905 | 766       |
| 1910 | 758       |
| 1920 | 725       |
| 1922 | 778       |
| 1925 | 828       |
| 1930 | 828       |
| 1935 | 928       |
| 1940 | 926       |
| 1946 | 1158      |

| Jahr | Einwohner |
| ---- | --------- |
| 1950 | 1210      |
| 1955 | 1259      |
| 1960 | 1285      |
| 1965 | 1422      |
| 1970 | 1562      |
| 1972 | 1677      |
| 1975 | 1688      |
| 1980 | 1666      |
| 1985 | 1907      |
| 1990 | 2189      |
| 1995 | 2245      |
| 1998 | 2249      |

| Jahr | Einwohner |
| ---- | --------- |
| 2007 | 2364      |

Nach 1998 stieg die Einwohnerzahl noch weiter; auf der Website von Coburg wird aktuell ohne Jahresnennung eine Einwohnerzahl von 2425 angegeben.
Grafik zur Einwohnerentwicklung von Scheuerfeld im ungefähren Zehnjahresabstand:

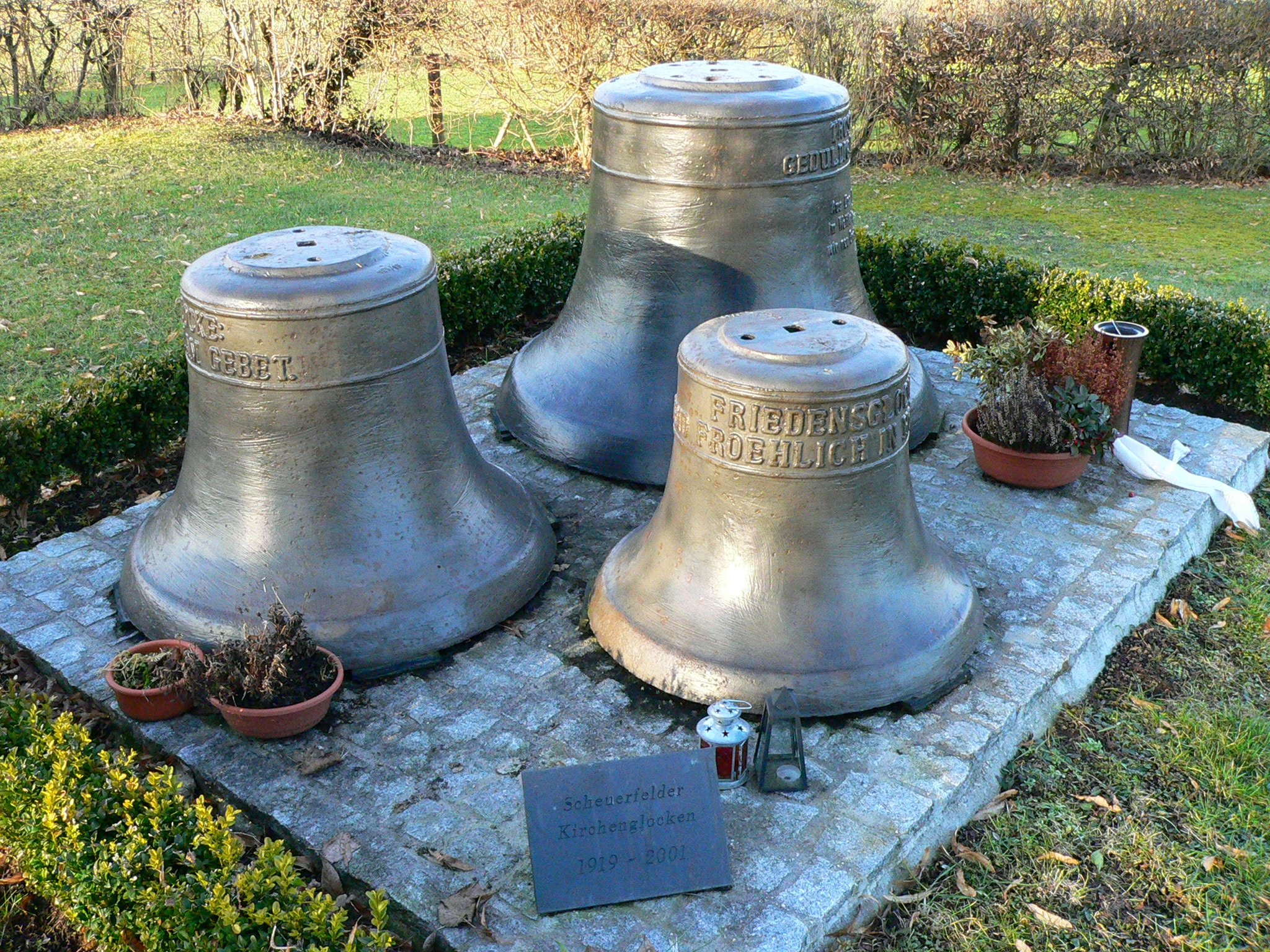
Alte Glocken von 1919

## Verkehr

### Straßenverkehr
Nach Scheuerfeld führen vier Straßen aus Coburg, zwei aus Weitramsdorf und eine aus Ahorn. Sie sind aber eher unbedeutend für den Durchgangsverkehr. Die A 73 ist aus Scheuerfeld über die Anschlussstelle Coburg zu erreichen. Die B 303 führt durch die Nachbargemeinde Ahorn. Über Coburg kann man außerdem die B 4 erreichen.

### Öffentlicher Personenverkehr
Die Stadtbuslinien 3 und 7 von Coburg nach Scheuerfeld haben sieben Haltestellen. Die OVF-Linie 8301 Coburg–Altenstein hält zweimal im Stadtteil.
Der nächste Bahnhof ist der Coburger Bahnhof; von dort gibt es Zugverbindungen nach Sonneberg, Nürnberg und Lichtenfels.

### Luftverkehr
In Coburg befindet sich der Flugplatz Coburg-Brandensteinsebene sowie der Sonderlandeplatz Coburg-Steinrücken für kleinere Maschinen. Die nächsten Flughäfen befinden sich in Erfurt und Nürnberg.